# Solemyida
Solemyida is een orde van de tweekleppigen.  

## Kenmerken
De dieren hebben grote kieuwen, gereduceerde mondflappen en een verlengde voet.  

## Leefwijze
Ze leven symbiotisch met zuurstof- en sulfidenomzettende bacteriën.

## Taxonomie
De volgende taxa zijn bij de orde ingedeeld:
- Superfamilie Manzanelloidea Chronic, 1952
  -  † Familie Manzanellidae Chronic, 1952
  - Familie Nucinellidae H. E. Vokes, 1956
- Superfamilie Solemyoidea Gray, 1840
  -  † Familie Clinopisthidae Pojeta, 1988
  -  † Familie Ctenodontidae Wöhrmann, 1893
  -  † Familie Ovatoconchidae Carter, 2011
  - Familie Solemyidae Gray, 1840